# Израильско-эмиратские отношения
Израильско-эмиратские отношения — международные политические дипломатические, военные, культурные и другие отношения между Государством Израиль и Объединёнными Арабскими Эмиратами.
До августа 2020 года ОАЭ официально не признавали право Израиля на существование и оба государства официально не имели дипломатических или экономических связей. Многие годы, тем не менее, службы обеих стран негласно сотрудничали в различных сферах, в том числе оборонной и разведывательной. Это сотрудничество главным образом было продиктовано обоюдным противостоянием иранской ядерной программе и его региональному влиянию.
В 2015 году Израиль открыл официальную дипломатическую миссию в Абу-Даби при Международном агентстве по возобновляемым источникам энергии.
20 октября 2020 года ОАЭ официально запросили израильский МИД об открытии своего посольства в Тель-Авиве. 24 января 2021 года правительство ОАЭ одобрило открытие своего посольства в Тель-Авиве.
Израильское посольство в Абу-Даби открылось 25 января 2021 года. Миссию возглавил Эйтан Наэ. Он руководил посольством до назначения постоянного посла в ОАЭ. 25 июля 2021 года первым послом еврейского государства в ОАЭ стал Амир Хайек (ранее занимал должность гендиректора министерства промышленности и торговли).

## История
В сентябре 2003 года израильская делегация во главе с министром без портфеля при министерстве финансов Меиром Шитритом посетила проходившую в Дубае встречу Всемирного банка и МВФ.
В октябре 2009 года две израильские делегации посетили Абу-Даби в рамках встречи административного комитета Международного агентства по возобновляемой энергии, а израильский флаг был вывешен в числе прочих на конференции (это была первая в истории публичная демонстрация израильского флага в ОАЭ). В израильскую делегацию входила Симона Гальперин, директор отдела по правам человека и международным организациям израильского МИДа (с июля 2017 года посол Израиля в Сингапуре) и доктор Аврахам Арбив из министерства развития инфраструктуры.
16 января 2010 года израильский министр национальной инфраструктуры Узи Ландау посетил конференцию по возобновляемым источникам энергии в Абу-Даби. Он был первым израильским министром, когда-либо посетившим ОАЭ.
Убийство одного из лидеров ХАМАСа Махмуда аль-Мабхуха в дубайском отеле «Al Bustan Rotana» 19 января 2010 года привело к тому, что ОАЭ подало запрос в Интерпол на арест Меира Дагана, главы израильского Моссада. Израиль не опроверг и не подтвердил своё участие в этом деле. Шеф полиции Дубая Дхали Халфан Тамим заявил, что все туристы, подозреваемые в том, что они израильтяне, не будут впущены в страну, даже если они будут пользоваться паспортами других стран.
В апреле 2012 года примерно 12 израильских врачей-кардиологов были приглашены на конференцию Всемирной федерации сердца — Всемирный конгресс кардиологов 2012, который проходил в Дубае с 18 по 21 апреля 2012 года, но им отказали во въездных визах. Однако, 2 из приглашённых врачей смогли посетить мероприятие — один из медицинского центра «Сораски» в Тель-Авиве, а другой из медицинского центра «Рабин». Тем не менее, израильтян ограничили в передвижениях по городу — им было разрешено только лишь посетить саму конференцию и не покидать их отель.
В 2012 году сообщалось о многочисленных связях правительства ОАЭ с израильскими компаниями, поставляющими вооружения и технику, в частности для охраны нефтяных месторождений и государственных границ ОАЭ. Так, эмиратская Critical National Infrastructure Authority сотрудничает с израильтянами со дня своего основания в 2007 году, несмотря на отсутствие дипломатических отношений с еврейским государством. Торговый оборот между двумя странами за 2011 год составил $300 млн Сообщается, что самый активный израильский бизнесмен, работающий в Эмиратах — Мати Кохави, владелец фирмы AGT, поставляющей камеры для наблюдения, электронные заборы и сенсоры для наблюдения за стратегической инфраструктурой и нефтерождениями.
В январе 2014 года израильский министр энергетики и водных ресурсов Сильван Шалом посетил конференцию IRENA в Абу-Даби, что вызвало бойкот этой самой конференции членами кувейтской делегации.
В ноябре 2015 года Израиль открыл своё представительство (дипломатическую миссию) в Абу-Даби при Международном агентстве по возобновляемой энергии (IRENA). Миссию открывал генеральный директор министерства иностранных дел Израиля.
С 24 июня 2018 года по 4 июня в Бахрейне прошла конференция ЮНЕСКО, на которую была приглашена и присутствовала израильская делегация. По данным СМИ эта встреча является шагом в сторону налаживания отношений со стороны ОАЭ и Саудовской Аравии, которые «прощупывают почву» с помощью Бахрейна. В сентябре того же года в рамках Генеральной Ассамблеи ООН в Нью-Йорке прошла встреча представителей израильской спецслужбы «Моссад» и представителей умеренных суннитских монархий, среди которых представители Саудовской Аравии, ОАЭ, Бахрейна и Йемена. Главной темой переговоров стало противостояние терроризму и обсуждение иранской проблемы.
В октябре 2018 года в Абу-Даби прошёл международный турнир из серии «Большого шлема» по дзюдо. 29 октября один из израильских журналистов, прибывших в Эмираты для освещения турнира, Гилад Шальмор, был задержан спецслужбами ОАЭ прямо в отеле, где поселилась израильская делегация. По сообщениям СМИ его допрашивали 3 часа в отдельной комнате в том же отеле, а затем 13 часов в полицейском участке. Эмиратские спецслужбы подозревали Шальмора в связях с израильской разведкой. После допроса журналист был отпущен и поспешил немедленно покинуть ОАЭ. Израильский гимн прозвучал в Абу-Даби второй раз после того, как Петр Пальчик завоевал золотую медаль в категории до 100 кг. На следующий день израильский министр Регев посетила мечеть шейха Зайда и оставила в гостевой книге запись на иврите.
В декабре 2018 года состоялся двухдневный рабочий визит лидера партии «Авода» Ави Габая в ОАЭ, где он провёл ряд встреч с высокопоставленными правительственными чиновниками. Обсуждалось урегулирование палестино-израильского конфликта, арабская мирная инициатива, а также т. н. проект «Сделка века», подготовленный Белым домом. Оформление официального приглашения для израильского парламентария в Абу-Даби стало возможно благодаря усилиям марокканского посредника.
В конце января 2019 года в Иордании состоялся саммит арабских стран, на котором одним из главных вопросов для обсуждения министров иностранных дел Египта, Саудовской Аравии, Объединённых Арабских Эмиратов, Иордании, Кувейта и Бахрейна стала нормализация отношений с Израилем.
В марте 2019 года израильский премьер Нетаньяху заявил, что Израиль является государством еврейского народа. Это заявление вызвало неодобрение главы эмиратского МИДа Анвара Гаргаша, который отметил, что подобные слова «предоставляет легитимацию экстремистам» и «препятствуют продвижению к миру». При этом, через две недели в интервью газете «The National» Гаргаш отметил, что в прошлом арабские страны совершили серьёзную ошибку, отказавшись от налаживания отношений с Израилем.
В этом же месяце ОАЭ вместе с Саудовской Аравией и Египтом пыталась исключить из итогового документа сессии Парламентской ассамблеи ЛАГ параграф, выступающий против нормализации отношений с Израилем. Однако, председательствующая на сессии Иордания отвергла предложение, а особо непримиримую позицию заняли Сирия, Ливан и Палестинская автономия. Инициатором внесения параграфа, запрещающего нормализацию, стал председатель парламента Кувейта Марзук аль-Ганим.
В апреле 2019 года стало известно о том, что Израиль примет участие во Всемирной выставке, которая пройдёт в Дубае в 2020 году.
В июне 2019 года глава израильского МИДа Исраэль Кац посетил столицу ОАЭ Абу-Даби с официальным визитом. Это первый визит высокопоставленного израильского политика в арабскую страну после окончания Бахрейнской конференции, закончившейся в том же месяце. Кац встретился с генсеком ООН Гуттерешем, а также с официальными лицами ОАЭ и обсудил с ними региональные проблемы.
В октябре 2019 года некоторые СМИ сообщили, что правительство ОАЭ согласилось на нормализацию отношений с Израилем ради совместного противостояния Ирану. 12 канал израильского телевидения сообщал о том, что инициатива исходила от главы МИД Израиля Исраэля Каца, который встречался в кулуарах Генассамблеи ООН с главами МИД стран Персидского залива.
В этом же месяце в Дубае прошла всемирная олимпиада по робототехнике FIRST Global Challenge для школьников. Израильская команда смогла принять в ней участие и заняла второе место (серебряные медали).
В декабре 2019 года Дубай посетила израильская правительственная делегация во главе с гендиректором МИДа Ювалем Ротемом. В ходе визита обсуждалось участие израильтян в Expo-2020, которая пройдёт в ОАЭ. По итогам переговоров начнётся строительство израильского павильона. Кроме того, Ротем и члены делегации провели переговоры с официальными представителями правительства ОАЭ. Строительство павильона началось во второй половине января 2020 года.
19 мая 2020 года в тель-авивском аэропорту им. Бен-Гуриона впервые в истории приземлился самолёт авиакомпании «Etihad», совершивший прямой рейс из Абу-Даби. На его борту находилась гуманитарная помощь, предназначавшаяся для Палестинской Автономии и Сектора Газа. Однако, палестинская сторона отказалась принимать гуманитарный груз, посчитав его предлогом и способом налаживания отношений между ОАЭ и Израилем.

## Нормализация отношений
13 августа 2020 года было объявлено о том, что между Израилем и ОАЭ будет подписан договор о нормализации отношений при участии США. В конечном итоге между двумя странами будут установлены полноценные дипломатические отношения, включая открытие посольств и налаживание прямого авиасообщения.
После этого, президент Израиля Реувен Ривлин направил шейху Мухаммаду бин Заиду аль-Нахайяну, наследнику престола ОАЭ, официальное приглашение посетить еврейское государство с официальным визитом. Телеканал «Sky News Arabia», вещающий из Абу-Даби на арабском языке записал и впервые в истории показал интервью с главой израильского правительства Биньямином Нетаньяху.
31 августа 2020 года израильский самолёт авиакомпании «El Al» впервые в истории доставил в Абу-Даби израильскую делегацию, прибывшую с официальным визитом. В аэропорту их встречал глава МИД ОАЭ Ануар Гаргаш. На встрече обсуждались подробности подписания соглашения о нормализации отношений, а также были подписаны соглашения в банковской и финансовой сферах об инвестициях, отмывании капитала и финансировании терроризма.

## История отношений после нормализации
16 августа 2020 года была налажена прямая телефонная связь между двумя странами. Эмиратская компания «APEX National Investment» и израильская «Tera Group» подписали партнёрское соглашение по проведению совместных исследований в области COVID-19 — это стало первой в истории заключённой деловой сделкой между двумя странами.
Через 5 дней после объявления о нормализации глава разведслужбы «Моссад» Йоси Коэн посетил ОАЭ. Он провел переговоры с председателем Совета национальной безопасности Эмиратов шейхом Тахнуном бин Заидом аль-Нахайяном.
В начале сентября 2020 года стало известно, что в еврейской общине ОАЭ, состоящей из примерно 1000 человек, экспатов, работающих в Эмиратах, начнут работу еврейское агентство «Сохнут», а также фонд «Керен ха-Йесод».
В октябре 2020 года состоялся телефонный разговор между израильским премьером Нетаньяху и наследным принцем ОАЭ Мухаммадом Бен Заидом. Стороны обменялись приглашениями посетить страны друг друга. Через несколько дней после этого соглашение было ратифицировано израильским правительством и парламентом.
20 октября 2020 года впервые в истории Израиль посетила делегация официальных лиц ОАЭ. Это также первый в истории визит делегации подобного ранга из какой-либо страны Залива. Возглавлял её государственный министр в министерстве финансов Убейд аль-Таэр. На встрече с израильскими коллегами были подписаны многочисленные договора: о защите инвестиций, о сотрудничестве в области авиации, о безвизовом режиме между двумя странами.
7 ноября 2020 года ОАЭ посетила делегация израильских поселенцев с пятидневным визитом. Они провели переговоры с представителями бизнес-сообщества ОАЭ: с представителями компаний, работающих в сфере сельского хозяйства, борьбы с вредителями, изготовления пластмассовых изделий.
В начале января 2021 года израильская новостная корпорация «Кан» сообщила, что первым посланником Израиля в ОАЭ станет Эйтан Наэ, бывший посол еврейского государства в Турции. Наэ будет считаться временным поверенным и начнёт работать над обустройством посольства Израиля в Абу-Даби. В будущем планируется назначение постоянного посла. СМИ также сообщают, что посольство будет обустраивается не на пустом месте, так как ранее в ОАЭ действовала секретная дипломатическая миссия еврейского государства.
23 июля 2021 года состоялся телефонный разговор между новоизбранным премьер-министром Израиля Нафтали Беннетом и наследным принцем ОАЭ Мохаммедом бин Зайядом Аль-Нахайяном. Это был их первый разговор с момента вступления Беннета в должность. Лидеры двух стран обсудили отношения между двумя странами и ситуацию в регионе.
В октябре 2021 года в Вашингтоне состоялась трёхсторонняя встреча министров иностранных дел США, ОАЭ и Израиля. Госсекретарь Энтони Блинкен, министр Абдалла ибн Заид и министр Яир Лапид соответственно провели переговоры об иранской ядерной сделке и обсудили вопросы сотрудничества.
В декабре 2021 года израильский премьер-министр Нафтали Беннет впервые в истории посетил ОАЭ с официальным визитом. Он встретился с наследником престола Абу-Даби принцем Мухаммадом бин Заидом, министрами технологии и культуры и другими официальными лицами.
30 января 2022 года израильский президент Ицхак Герцог с супругой впервые в истории совершили официальный двухдневный визит в ОАЭ. Визит состоялся по приглашению наследного принца и фактического правителя ОАЭ Мухаммада бин Зайеда. В рамках визита Герцог провёл официальную встречу с бин Зайедом, с министром иностранных дел и регионального развития ОАЭ Абдаллой бин Зайедом, с эмиром Дубая (вице-президентом, премьер-министром и министром обороны ОАЭ) Мухаммадом бин Рашидом аль-Мактумом. Кроме того, он открыл «День Израиля» на проходящей в то время в Дубае всемирной выставке Expo 2020.
В мае 2022 года израильский президент Ицхак Герцог вылетел в Абу-Даби на похороны президента ОАЭ шейха Халифы бин Заида аль-Нахайяна, скончавшегося 13 мая этого же года.
В июне 2022 года глава израильского правительства Нафтали Беннет посетил Абу-Даби с однодневным визитом. В ОАЭ он провёл двухчасовые переговоры с президентом этой страны, шейхом Мухаммадом бин Заидом, затем состоялась расширенная встреча с участием рабочих групп израильской делегации.
Глава МИД ОАЭ Абдалла бин-Заид посетил Израиль с официальным визитом 14 сентября 2022 года. Визит был приурочен ко второй годовщине с момента подписания «Соглашений Авраама». В рамках визита бин-Заид встретился с главой израильского правительства Яиром Лапидом и президентом страны Ицхаком Герцогом.
9 октября 2023 года ОАЭ стали единственной арабской страной, осудившей нападение ХАМАС. Позиция ОАЭ, которые стали первой страной Персидского залива, нормализовавшей в 2020 году отношения с Израилем, заметно отличается от комментариев большинства других арабских стран региона.

## Экономика, финансы и торговля
1 сентября 2020 года во время визита первой в истории официальной израильской делегации в Абу-Даби был подписан протокол о намерениях по сотрудничеству в банковской и финансовой сферах. Он предусматривает создание двусторонней совместной комиссии по продвижению инвестиций и сотрудничества в финансовой сфере. Ещё одной сферой сотрудничества станет совместная борьба с отмыванием капитала и финансированием террора.
В сентябре 2020 года крупнейшие израильские банки подписали соглашение с банковскими структурами ОАЭ. «Апоалим» подписал договор с крупнейшим банком Дубая «Emirates NBD». «Леуми» подписал соглашение с банком FAB, крупнейшим банком ОАЭ и одним из пяти крупнейших банков на Ближнем Востоке, а также с «Emirates NBD». Финансовые институты будут сотрудничать в сфере финансовых технологий и инвестиций. В этом же месяце датская судоходная компания «Maersk» открыла прямое морское сообщение между Ашдодом и Хайфой в Израиле и Джабль Али и Абу-Даби в ОАЭ. Банк «Леуми» также подписал договор с оператором морских портов DP World из ОАЭ: его целью станет упрощение требований к оборотному капиталу и улучшение грузопотока.
В октября 2020 года инвестиционное ведомство Абу-Даби подписало соглашение о сотрудничестве с израильским институтом экспорта. Первое также намерено открыть своё постоянное представительство в Тель-Авиве. В этом же месяце первое в истории грузовое судно из ОАЭ прибыло в хайфский порт.
В ноябре 2020 года бывший министр финансов Израиля Моше Кахлон возглавил совместный израильско-эмиратский инвестиционный фонд, который будет работать в сфере инвестиций в израильский хайтек.
10 января 2021 года в ОАЭ был впервые в истории экспортирован груз с товарами, произведёнными на т. н. «территориях»: оливковое масла, производимого на винодельне «Тура» в Рехалим, мёд компании «Парадайс» из Хермеша на севере Самарии, а также вина, предназначенные для немусульман. В этом же месяце Министерство инвестиций Абу-Даби (ADIO) открыло своё представительство в Тель-Авиве, а эмиратский государственный инвестиционный фонд Masdar подписал договор о сотрудничестве с израильско-французской компанией EDF Renewables. В рамках договора ОАЭ вложит около 100 миллионов долларов в 18 солнечных электростанций EDF Renewables в Израиле.
Через 5 месяцев после заключения соглашений торговый оборот между двумя странами достиг $272 млн.
В марте 2021 года израильский премьер Нетаньяху заявил, что ОАЭ инвестирую в израильскую экономику $ 10 млрд из средств суверенного инвестиционного фонда Абу-Даби.
31 мая 2021 года две страны подписали договор об отмене двойного налогообложения.
В сентябре 2021 года один из эмиратов федерации ОАЭ Рас-эль-Хайма открыл свой туристический офис в Израиле. В этом же месяце правительство Абу-Даби выкупило 22 % акций израильского газового месторождения «Тамар» в Средиземном море.
В первой половине 2021 года торговля Израиля и ОАЭ превысила торговлю еврейского государства с такими странами как Швеция, Иордания или Египет. Так, израильский экспорт в ОАЭ составил $210 млн, а импорт $400 млн. Эти цифры соответствуют объёму торговли Израиля с Россией.
В октябре 2021 года израильский институт экспорта и банк «Апоалим» организовали в Абу-Даби бизнес-форум. В числе гостей на форуме присутствовал израильский посол в ОАЭ Амир Хайек, который заявил, что обе страны близки к подписанию соглашения о свободной торговле.
1 апреля 2022 года Израиль и ОАЭ подписали соглашение о свободной торговле. 30 мая 2022 года договор был полностью ратифицирован. Это первый договор Израиля о свободной торговле с какой-либо арабской страной, а также самый быстрый договор о свободной торговле, который когда-либо заключало еврейское государство.
В августе 2023 года израильский министр энергетики и инфраструктуры Исраэль Кац и генеральный директор министерства главы правительства Йоси Шелли посетили столицу ОАЭ. В Абу-Даби они встретились с министрами энергетики ОАЭ и Иордании для продвижения региональной инициативы «Вода за электроэнергию». Планируется, что на климатической конференции ООН COP28 в Дубае в скором времени будет подписан четырёхсторонний документ между Израилем, ОАЭ, Иорданией и США о региональной инициативе по продаже опреснённой воды в Иорданию и покупке у неё электроэнергии с электростанции, которую там построят эмиратцы.

## Военное сотрудничество
В 2009 году планировалась крупная сделка по продаже Эмиратам израильских БПЛА. Она была подписана частной израильской компанией с правительством ОАЭ, а позже было уведомлено израильское правительство. Эмираты внесли аванс в размере «десятком миллионов долларов», однако из-за опасения Моссада, что в ОАЭ будут переданы «чувствительные технологии» и реакции на это США, сделка была отменена. Это привело к ухудшению в отношениях между странами, которые ещё более усугубились спустя три года после убийства Махмуда аль-Мабхуха в Дубае, в котором власти ОАЭ обвиняют израильтян.
В 2012 году посол ОАЭ в США Юсуф Абу-Утейба связывался с бывшим директором управления «Хома» бригадным генералом Узи Рубиным при посредничестве директора «Института Вашингтона» Роберта Сатлоффа. Предметом переговоров была заинтересованность Эмиратами в покупке израильской системы ПРО «Железный купол», которая крайне хорошо зарекомендовала себя после операции в Газе «Облачный столп» (2012). ОАЭ планируют использовать израильскую систему ПРО для защиты от иранской угрозы.
В августе 2016 года пилоты израильских и эмиратских ВВС приняли участие в совместных учениях «Red Flag» с пилотами из Пакистана и Испании в Неваде, США.
В 2017 году ВВС Израиля и ОАЭ приняли участие в совместных учениях «Iniohos 2017» с коллегами из США, Италии и Греции в Греции.
В июле 2018 года в Израиль прибыла делегация из ОАЭ. Совместно с американской делегацией на трёхсторонней встрече обсуждалась возможность закупки Эмиратами партии истребителей F-35, производимых компанией «Lockheed Martin». Израиль является единственной страной на Ближнем Востоке, ВВС которой оснащены подобными самолётами. Сообщения о визите эмиратской делегации в Израиль появились в СМИ и в августе. Представители ОАЭ встретились с высокопоставленными израильскими чиновниками, а также посетили несколько военных баз в Израиле.
По сообщениям ливанской газеты «Аль-Акбар» глава генштаба АОИ генерал-лейтенант Гади Айзенкот дважды посещал ОАЭ в декабре 2018 года. Он встретился с наследником престола эмирата Абу-Даби принцем Мухаммадом бин Заидом, а также обсудил поставки израильского оружия ОАЭ и визиты военных из эмиратов в Израиль.
В октября 2020 года было подписано соглашение о том, что израильские оборонные компании впервые в истории примут участие в крупнейшей оборонной выставке Ближневосточного региона IDEX, которая пройдет в феврале 2021 года в Абу-Даби. Ответный шаг со стороны арабских компаний будет сделан в июне 2021 года на выставку ISDEF.
В январе 2021 года главы МИД ОАЭ и Бахрейна приняли участие в ежегодной конференции Израильского центра стратегических исследований. Три страны договорились выступать единым фронтом против ракетных разработок Тегерана и положить конец поддержке режимом аятолл радикальных группировок.
В октябре 2021 года в Израиле прошли международные учения ВВС «Голубой флаг», на которых лично присутствовал командующий ВВС и сил ПВО генерального штаба ВС Объединённых Арабских Эмиратов генерал-майор Ибрагим Насер Мохаммед аль-Алави. Военный такого высокого ранга впервые в истории наблюдал за военными учениями, проходившими в Израиле.
В середине ноября 2021 года в Красном море прошли морские учения с участием сил ВМФ Израиля, США, ОАЭ и Бахрейна. Силы Израиля и двух арабских государств участвуют в подобном мероприятии впервые в истории.
В ноябре 2021 года эмиратский государственный холдинг EDGE и израильская оборонная компания «Авиационная промышленность» подписании соглашения о сотрудничестве в разработке автономных систем вооружений. Обе корпорации будут работать над созданием беспилотного плавающего средства, предназначенного для борьбы с подводными лодками, но имеющего и гражданское предназначение.
В мае 2022 года 8 военно-транспортных самолётов C-17 Globemaster ВВС ОАЭ прилетали на базу израильских ВВС «Неватим». Газета «The Jerusalem Post» предполагает, что речь идет о доставке в Израиль оборудования в рамках оборонных сделок, подписанных между двумя государствами.
В июне 2022 года в египетском Шарм аш-Шейхе состоялась организованная по инициативе США конференция, на которой представители военных структур Израиля, Саудовской Аравии, Бахрейна, Катара, ОАЭ и США совместно обсудили способы борьбы с иранской угрозой.
В феврале 2023 года израильский оборонный концерн «Рафаэль» открыл своё представительство в столице ОАЭ Абу-Даби. Это произошло в преддверии выставок оборонной промышленности IDEX и NAVDEX, которые прошли в этом городе.

## Здравоохранение и медицина
В конце июля 2021 года впервые произошёл обмен донорскими почками между ОАЭ и Израилем. В ходе переговоров о проведении данной операции была также достигнута договорённость между двумя странами о сотрудничестве между израильской больницей «Шиба» и департаментами здравоохранения Дубая и Абу-Даби. Израильская больница примет на лечение 300 военнослужащих и полицейских из ОАЭ, а также разработает программу подготовки для медиков.
24 октября 2021 года министры здравоохранения двух стран подписали соглашение о взаимном признании сертификатов вакцинации и «зеленых» паспортов двух стран. Во время телеконференции была также достигнута договорённость о продолжении сотрудничества по ряду вопросов, включая неотложную медицину, цифровое здоровье, персонализированную медицину и борьбу с эпидемиями.

## Наука, образование и культура
В сентябре 2020 года был подписан договор о сотрудничестве между Израильским фондом кинематографа и Школой театра и кино им. Сэма Шпигеля с Союзом кинематографистов Абу-Даби. Одним из пунктов договора стало основание регионального кинофестиваля, проведение совместных семинаров и студенческих обменов.
Осенью 2020 года израильский певец Омер Адам посетил Дубай по приглашению члена правящей семьи ОАЭ шейха Хамада бин Халифы аль-Нахайяна и главы дубайской еврейской общины Солли Вулфа. Там он посетил местную синагогу и отметил праздник Симхат Тора вместе с представителями местной еврейской общины.
В январе 2021 года общественная организация «Шарака» (араб. «Партнерство») организовала видеоконференцию, приуроченную к подписанию «Авраамских соглашений» и Международному дню памяти жертв Катастрофы. В конференции приняли участие жители ОАЭ, Бахрейна, Саудовской Аравии, Марокко и Сирии. Жители этих арабских стран смогли послушать живое интервью Веры Кригель, которая пережила Холокост, будучи одной из «близнецов доктора Менгеле» в Биркенау.
30 мая 2021 года израильский министр просвещения Йоав Галант встретился с эмиратским послом в Израиле Мухаммедом аль-Хаджахом. На встрече была достигнута договорённость об открытии программ по обмену студентами и преподавателями между двумя странами.
В октябре 2021 года две страны подписали первое историческое соглашение о совместном освоении космоса. Кроме того, министерства науки и технологий обеих стран работают над совместными проектами «VENμS» (мониторинг окружающей среды), «Lunar sat» (определение точных сроков новолуния), «Берешит-2» (запуск зонда на Луну) и проч.

## Спортивные соревнования
В феврале 2009 года израильской теннисистке Шахар Пеер было отказано во въездной визе в ОАЭ, таким образом она не смогла принять участие в теннисном турнире Dubai Tennis Championships. Несколько игроков, среди которых Венус Уильямс осудили отказ в выдаче визы, а глава женской теннисной ассоциации Ларри Скотт сказал, что он оценивал возможность отменить чемпионат, но не стал этого делать после консультации с Пеер. Директор чемпионата Салах Талак сказал, что Пеер было отказано в визе на том основании, что её присутствие могло вызвать недовольство других арабских стран после того, как уже прошли протесты против военной операции в Газе в 2008—2009 гг. Женская теннисная ассоциация заявила, что рассмотрит целесообразность проводить последующие соревнования в Дубае. После этого случая, телеканал Tennis Channel принял решение не транслировать событие а The Wall Street Journal отказался быть его спонсором. Победитель в мужском одиночном разряде 2008 года Энди Роддик решил не защищать свой титул в соревновании с призовым фондом более 2 млн долл. США, таким образом выразив протест против отказа ОАЭ выдать визу Пеер. «Я на самом деле не согласен с тем, что произошло. Я не знаю, является ли это лучшим решением, смешивать политику и спорт, а это именно то, что произошло.»,- сказал Роддик. После того, как стало известно, что Дубай могут лишить проведения чемпионата мира из-за отказе в выдаче визы Пеер, власти Эмиратов выдали визу другому израильскому теннисисту Энди Раму уже на следующей неделе после инцидента. Из-за скандала с Пеер, организаторы Dubai Tennis Open были оштрафованы на $300 000. У них также потребовали гарантий, что Шахар Пеер получит визу как минимум за 10 недель до начала дубайского турнира в следующем, 2010 году. Из-за того, что эмиратские визы в принципе имеют срок действия 8 недель после выдачи и до момента въезда в страну, сложилась ситуация, когда Пеер могли отказать въезде по причине просроченной визы, срок действия которой закончился бы за 2 недели до начала чемпионата.
В феврале 2010 года израильская теннисистка Шахар Пеер приняла участие в Теннисном чемпионате Дубая и дошла до 1/4 финала, где проиграла Серене Уильямс. Теннисные матчи с участием Пеер в целях безопасности транслировались по менее распространённому телеканалу «Court 1», а не по «Center Court».
В декабре 2010 года спортивная команда израильских пловцов приняла участие в Чемпионате мира по плаванию на короткой воде под эгидой FINA, который проходил с 15 по 19 декабря в спортивном комплексе «Hamdan bin Mohammed bin Rashid Sports Complex». Израильтяне также выступали по своим национальным флагом, который было разрешено демонстрировать. Команда израильских тележурналистов и израильский представитель МОК Алекс Гилади также присутствовали на соревнованиях. По сообщениям СМИ визы израильтянам были выданы в самый последний момент.
В конце октября 2017 года в Абу-Даби прошёл этап Гран-при по дзюдо. Команда из 12 израильских спортсменов получила визы, отправилась в ОАЭ и приняла участие в соревновании, однако по условиям, выдвинутым принимающей стороной, израильские спортсмены не должны были нашивать на свою спортивную форму флаг Израиля и буквенное обозначение страны («ISR»); кроме того, в случае победы израильских спортсменов в зале не будет звучать «Гимн Израиля». Израильтяне выступали под флагами Международной федерации дзюдо. На церемонии награждения Таля Фликера, как и обговаривалось ранее, звучал гимн международной федерации дзюдо.
Тем не менее, президент международной федерации дзюдо Мариус Вайзер, а также президенты национальных федераций дзюдо Израиля и ОАЭ приняли во время турнира принципиальное решение о том, что с 2018 года израильские спортсмены смогут выступать в ОАЭ под своей национальной символикой, флагом, буквенным обозначением страны, а их гимн будет исполнен в случае победы дзюдоиста.
Позже официальные лица ОАЭ принесли извинения израильской делегации за то, что гимн Израиля не был исполнен во время награждения золотого медалиста Таля Фликера. Как сообщалось ранее, эмиратцы подтвердили, что в случае победы израильских спортсменов в следующем году, они смогут выступать под своим флагом, как и другие спортсмены.
В феврале-марте 2018 года в Абу-Даби прошёл международный молодёжный чемпионат мира по джиу-джитсу, на который были допущены израильские спортсмены. Двое из них завоевали на нём золотые медали: Меши Розенфельд (девушки, до 55 кг) и Нимрод Рейдер (юноши, до 77 кг). Как и на чемпионате по дзюдо израильским спортсменам не было позволено выступать под национальной символикой, а на церемонии вручения исполнялся гимн международной федерации джиу-джитсу.
В марте 2018 года Федерация мотоспорта ОАЭ пригласила израильских спортсменов Дани Перла и Итая Молдавски из команды «Pearl Pango Racing Team» принять участие в ралли «Abu Dhabi Desert Challenge», одном из крупнейших на Ближнем Востоке (112 экипажей из 29 стран). Израильские спортсмены приняли приглашение и прибыли в Эмираты по своим национальным паспортам. По словам спортсменов их также тепло встретили в ОАЭ.
В мае 2018 года делегация бахрейнских спортсменов прибыла в Израиль и приняла участие в велогонке «Джиро д’Италия», один из этапов которой проходил в Иерусалиме. Вместе с бахрейнскими спортсменами в Израиле также соревновались гонщики из ОАЭ.
В июле 2018 года Всемирная федерация дзюдо лишила ОАЭ права на проведение международных соревнований до того момента, как власти этой страны предоставят возможность участвовать в соревнованиях израильским спортсменам. Однако уже в начале сентября 2018 года Международная федерация дзюдо (IJF) вернула ОАЭ право на проведение международных соревнований по этому виду спорта после того, как национальная федерация дзюдо и представители властей предоставили гарантии участия и недискриминации израильских спортсменов в случае проведения соревнований. Таким образом, в последующих соревнованиях представители Израиля смогут выступать в Эмиратах под своим национальным флагом, а также будет звучать национальный гимн в случае их победы.
В конце октября 2018 года в Абу-Даби прошёл очередной турнир дзюдоистов серии «Большой шлем», в котором приняли участие израильские спортсмены — впервые официально под своей национальной символикой. Вместе со спортсменами по приглашению председателя Международной федерации дзюдо Мариуса Визера в эмират прибыла израильский министр культуры и спорта Мири Регев, а также гендиректор министерства культуры и спорта Йоси Шараби, советница министра Хен Кедем и глава администрации Гай Инбар. 28 октября израильский спортсмен Саги Муки стал победителем в категории до 81 кг, получил золотую медаль и в честь него на стадионе Абу-Даби был впервые в истории исполнен израильский гимн. На церемонии награждения присутствовала министр Регев.
В марте 2019 года израильские атлеты приняли участие в 2019 Special Olympics World Summer Games, проходившие в Абу-Даби.
В декабре 2019 года израильский пилот Формулы-1 Рой Ниссани, сын Ханоха Нисани, вёл болид команды «Уильямс» во время шинных тестов в Абу-Даби.
В конце февраля 2020 года израильские спортсмены приняли участие в велогонке «Тур ОАЭ», проходившей в этой стране. Тем не менее из-за вспышки коронавируса израильская команда оказалась в карантине в отеле.

## Миграционные правила, туризм и авиасообщение
Когда ОАЭ официально не признавали государство Израиль, владельцы израильских паспортов не могли легально въехать в ОАЭ. Ограничения были ужесточены против владельцев израильских паспортов после убийства Махбуха в Дубае, в чём обвиняется израильская разведка. Однако в ОАЭ проживают евреи-экспаты, а также израильтяне с двойным гражданством, которые живут, посещают и работают в ОАЭ в качестве граждан третьих стран. Некоторые израильские компании ведут бизнес в ОАЭ опосредованно через дочерние фирмы.
Израильтянам был разрешён транзит через аэропорты Дубай и Абу-Даби при условии, что они будут находиться в международной зоне аэропорта.
В ноябре 2019 года власти ОАЭ объявили, что не только позволят израильским бизнесменам и туристам посетить Expo-2020, которое должно пройти в этой стране, но и откроют доступ для израильских туристов в Эмираты и после окончания Экспо. По заявлению зам. управления туризма ОАЭ Мухаммада Хатара отпадёт также необходимость в дополнительном согласовании для допуска израильтян в страну.
16 августа 2020 года израильская авиакомпания «Israir» объявила, что начала сбор документов для разрешения на выполнение прямых полётом между Тель-Авивом и Абу-Даби. СМИ сообщают, что полёты могут начаться до конца 2020 года.
С 1 сентября 2020 года эмиратская авиакомпания «Etihad» начала продажу билетов на свои рейсы в третьи для израильтян. Её официальным представителем в Израиле станет компания «Таль Теуфа». На данном этапе речь не идёт о прямом авиасообщении между ОАЭ и Израилем. В середине октбяря эта же авиакомпания открыла ивритоязычную версию своего сайта.
14 октября 2020 года самолёт авиакомпании «Etihad» впервые в истории проследовал через воздушное пространство Израиля. Машина выполняла рейс из Милана в Абу-Даби. Израильские СМИ уделили событию большое внимание и цитировали запись переговоров пилотов с диспетчерами аэропорта им. Бен-Гуриона.
18 октября 2020 года впервые в истории в международном аэропорту Тель-Авива приземлился первый коммерческий рейс эмиратской авиакомпании «Etihad». Через два дня был подписан договор о гражданском авиасообщении между Израилем и ОАЭ и договор об отсутствии визовых формальностей для туристов. Таким образом, ОАЭ стали первой и единственной арабской страной, для посещения которой израильтянам не нужны въездные визы (при использовании обычного паспорта - даркона). Договор вступит в силу через 90 дней после его ратификации парламентами двух стран. Кроме того, был подписан договор о регулярном авиасообщении между двумя странами, 28 рейсов еженедельно будут совершаться из аэропортов Тель-Авива и Эйлата. Израильские компании «Arkia» и «Israir» начнут выполнять регулярные рейсы в ОАЭ с января 2021 года.
19 октября 2020 года впервые в истории состоялся рейс эмиратской компании «Etihad» EY9607, который приземлился в Тель-Авиве.
В начале ноября 2020 года ОАЭ ратифицировали соглашение о безвизовом режиме с Израилем. Израильское правительство единогласно ратифицировало это соглашение 22 ноября.
В ноябре 2020 года израильская авиакомпания «Эль-Аль» и эмиратская «Etihad» подписали соглашение о сотрудничестве, которое предусматривает общее использование клубных баллов для пассажиров, код-шэринг, использование инфраструктуры друг друга в базовых аэропортах и проч.
В январе 2021 года авиакомпания Emirates подала запрос на выполнениепрямых рейсов Дубай-Тель-Авив. Первый рейс запланирован на 15 февраля этого же года.

## Список послов

### Послы Израиля в ОАЭ
- Амир Хайек (июль 2021 — н.в.)[8][188]
- Эйтан Наэ (2021 — июль 2021) временно поверенный, и. о. посла[189]

### Послы ОАЭ в Израиле
- Мохаммед аль-Хаджа (2021 — н.в.)[189]

## Евреи в ОАЭ
На 2020 год в ОАЭ проживают по разным оценкам от 1500 до 3000 евреев, в основном это экспаты, которые работают в стране и являются гражданами третьих стран. Большинство из них проживают в Дубае. В этом же эмирате построены две синагоги, в 2008 и в 2019 годах. Намечается открытие синагоги в столице, Абу-Даби в 2022 году, в рамках крупного религиозного комплекса вместе с мечетью и церковью.
В 2019 году правительство ОАЭ признало наличие еврейской общины в стране и заявило, что это «наши братья, которые верят в единого бога». Также еврейскую общину ОАЭ посещал главный раввин Польши.
После подписания соглашения о нормализации, ОАЭ примет оставшихся евреев, проживающих в Йемене, охваченном гражданской войной. По разным данным речь и идёт о 50-100 евреях.
В декабре 2020 года ОАЭ посетил главный сефардский раввин Израиля Ицхак Йосеф. Он выдал сертификат еврейскому религиозному центру в Дубае и синагоге «Бейт Тфила» в Абу-Даби, признав их ортодоксальными, а также принял участие в церемонии закладки новой миквы. Йосеф также посетил новый кошерный ресторан, открывшийся в небоскрёбе Бурдж-Халифа.
В январе 2021 года несколько еврейских семей из охваченного войной Йемена переселились в ОАЭ по инициативе правительства последней.